# Кевін Шаде
Кевін Шаде (нім. Kevin Schade; нар. 27 листопада 2001, Потсдам, Німеччина) — німецький футболіст нігерійського походження, нападник англійського «Брентфорда» та національної збірної Німеччини.

## Ігрова кар'єра

### Клубна
Кевін Шаде починав займатися футболом в молодіжних командах «Енергі» та «Фрайбурга». У 2019 році футболіст дебютував за другий склад «Фрайбурга» в Регіональній лізі. У грудні того року Шаде підписав з клубом перший професійний контракт. Першу гру в основі нападник провів у серпні 2021 року, коли вийшов на заміну у матчі проти дортмундської «Боруссії». Після цього футболіста почали регулярно залучати до матчів в першій команді.
У листопаді 2021 року не дивлячись на те, що до футболіста проявляли зацікавленість ряд європейських клубів, серед яких був і «Ліверпуль», Шаде підписав з клубом новий контракт.
У січні 2023 року Шаде до кінця сезону був відправлений в оренду в англійський «Брентфорд». По завершенні оренди, футболіст підписав з англійським клубом повноцінний контракт на п'ять років.

### Збірна
Батько Кевіна нігерієць за походження. Але сам футболіст на міжнародній арені обрав Німеччину, де народився.
Влітку 2023 року Шаде у складі молодіжної збірної Німеччини взяв участь у молодіжному чемпіонаті Європи. що проходив в Румунії та Грузії.
25 березня 2023 року Кевін Шаде вийшов на заміну у товариському матчі проти команди Перу у складі національної збірної Німеччини.